# Àlex Giménez Imirizaldu
Alex Giménez Imirizaldu (Barcelona, 1970) és arquitecte per l'ETSAB. Ha treballat amb Beth Galí, Manuel de Solà Morales, Enric Miralles i Manuel Ruisánchez entre altres fins a 1998, quan forma un estudi propi, especialitzat en projectes d'arquitectura, urbanisme i art urbà. Des de 2001 és professor d'Urbanisme i ordenació del territori de l'ETSAB, Universitat Politècnica de Catalunya. Ha dirigit, dissenyat, comissariat i/o participat en exposicions al COAC, Museu Marítim de Barcelona, Arts Santa Mònica, IMPUCV (Barcelona), FAD i MACBA. Escriu a revistes especialitzades i tradueix textos d'arquitectura i urbanisme per a l'editorial Gustavo Gili. És creador del concurs Racons Públics de participació ciutadana i exerceix de comissari en les edicions de Barcelona i Bilbao. Ha sigut activista de la lluita contra la SIDA, tresorer de Stop Sida i fundador el 1989 del Telèfon Rosa d'ajut al col·lectiu de lesbianes, gais, bisexuals i transsexuals.